# Alpina canaliculata
Alpina canaliculata är en fjärilsart som beskrevs av Hochenwarth 1785. Alpina canaliculata ingår i släktet Alpina och familjen mätare. Inga underarter finns listade i Catalogue of Life.